# Не та дівчина
«Не та дівчина» (англ. The Wrong Missy) — американська комедія 2020 року.

## Сюжет
Головний герой Тім Морріс іде на побачення наосліп з Меліссою «Міссі» Райт, яке перетворюється на справжній жах.
Через три місяці він зустрічає в аеропорту красиву та успішну жінку теж на ім’я Мелісса. Здається, вони ідеально підходять одне одному. Вона дає йому свій номер. 
Після нетривалої переписки в смартфоні він запрошує Меліссу до себе на роботу на Гаваї, але надто пізно усвідомлює, що помилково весь час писав не тій Меліссі, а саме дівчині із кошмарного побачення наосліп.

## У ролях
- Девід Спейд — Тім Морріс
- Лорен Лепкус — Мелісса «Міссі» Райт
- Нік Свардсон — Нейт
- Джефф Пірсон — Джек Вінстон
- Джекі Сендлер — Джесс «Баракуда» Шепард
- Сара Чок — Джулія
- Роб Шнайдер — Команте
- Хорхе Гарсія — пасажир літака

## Критика
Фільм отримав змішані відгуки. На Rotten Tomatoes його оцінки 32% на основі 59 відгуків від критиків і 56% від більш ніж 1 000 глядачів.

## Нагороди
Девід Спейд і Лорен Лепкус були номіновані на премію «Золота малина» 2021 року як «Найгірший актор» і як «Найгірша акторка», а також як «Найгірша екранна пара».